# التهاب عضلات صديدي
التهاب العضلات الصديدي أو التهاب العضلات التقيحي أو التهاب العضلات الاستوائي هو عدوى بكتيرية تصيب العضلات الهيكلية مما يؤدي إلى تكون خراجات مليئة بالقيح بها. تعتبر المناطق الاستوائية هي أكثر الأماكن التي يشيع بها التهاب العضلات التقيحي، لكن تبقى احتمالية حدوثه متاحة أيضًا في المناطق المعتدلة.

## الأعراض والعلامات
تشمل علامات وأعراض التهاب العضلات التقيحي ما يلي:
- التورم
- التهاب العظم
- التهاب المفاصل
- الحمى وآلام البطن الحادة
- الالتهاب الرئوي
- التجمع الدموي العضلي
- ألم في الربع السفلي الأيمن للبطن، والظهر، أو الورك.
- التهاب الزائدة الدودية الحاد
- التهاب العصب الفخذي
- تلون البول بلون الشاي

## التشخيص
يعتمد تشخيص التهاب العضلات التقيحي على الفحص الاكلينيكي والتاريخ المرضي للمريض. ويظل التصوير بالرنين المغناطسي هو الفحص الأكثر دقةَ لتحديد الإصابة بهذا المرض.
يمكن أيضًا تستخدم الموجات فوق الصوتية لرصد التهاب العضلات.

## العلاج
يتطلب علاج الخراجات الموجودة بالعضلات التدخل الجراحي (ولا تتطلب حالة كل مريض التدخل الجراحي إذا لم يكن هناك خراج). وتعطى المضادات الحيوية مثل السيفالوسبورين لمدة لا تقل عن ثلاثة أسابيع لإزالة العدوى.

## وبائيات المرض
غالبًا ما تتسبب البكتيريا المكورة العنقودية الذهبية في التهاب العضلات التقيُّحي. يمكن أن تؤثر العدوى على أي عضلة هيكلية، ولكنها غالبًا ما تصيب مجموعات العضلات الكبيرة مثل عضلات الفخذ أو العضلات الألوية.
يعتبر التهاب العضلات التقيُّحي في الأساس أحد أمراض الأطفال، ووصفه سكريبا لأول مرة سكريبا في عام 1885. تتراوح أعمار معظم المرضى بين 2-5 سنوات، ولكن قد تصيب تلك عدوى أي فئة عمرية. غالبًا ما تتبع العدوى صدمة طفيفة وتعتبر المناطق الاستوائية أكثر المناطق التي تشيع بها تلك العدوى، حيث أنها تمثل 4٪ من جميع أعدا الدخول للمستشفى. في بلدان معتدلة مثل الولايات المتحدة، يعتبر التهاب العضلات التقيُّحي حالة نادرة (إذ يمثل 1 في 3000 من حالات الدخول للمستشفى للأطفال)، لكنه أصبح أكثر شيوعا منذ ظهور سلالة USSA300 المكورات العنقودية الذهبية المقاومة للميثيسيلين.

## صور إضافية

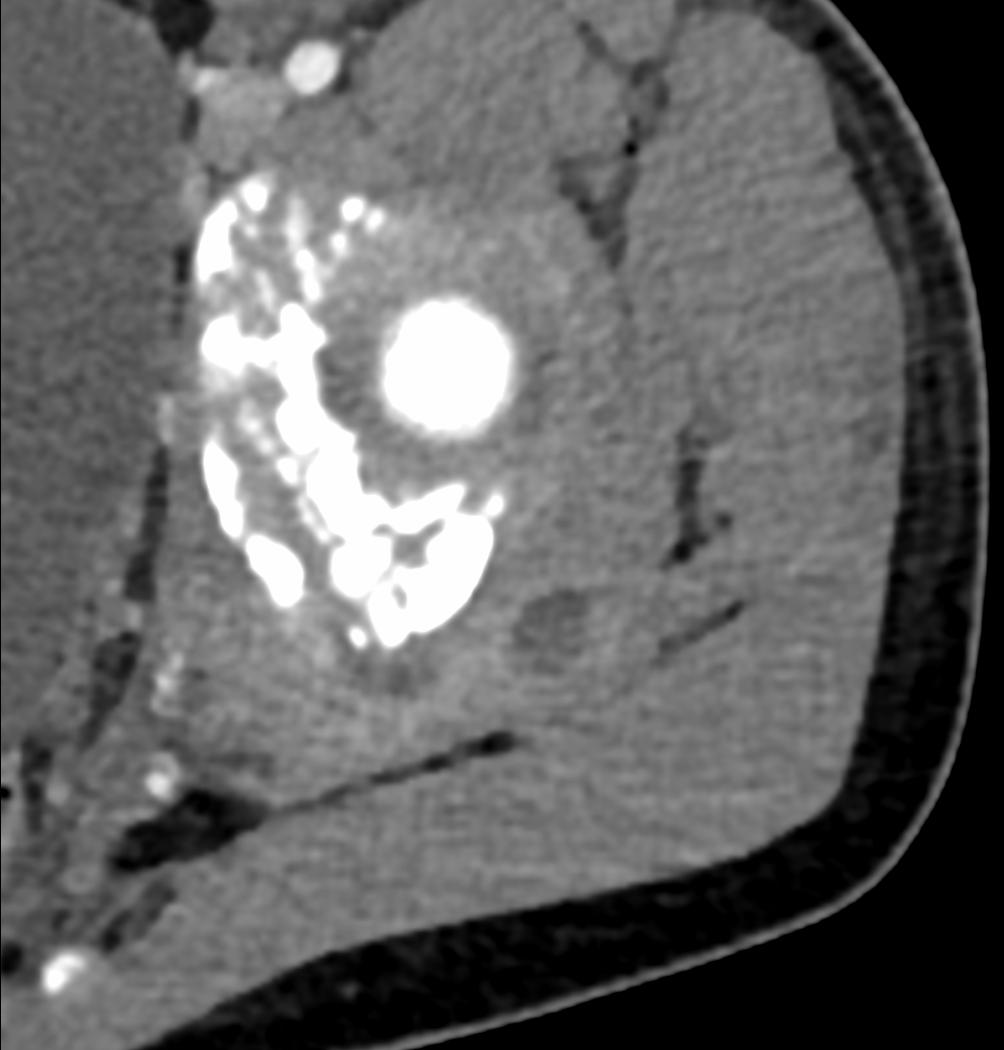
أشعة مقطعية تظهر التقيحات في العضلات الألوية اليسرى الصغيرة والتي وجدت نتيجةً لالتهاب المفاصل العضلية بسبب عدوى البكتيريا العنقودية الذهبية في صبي يبلغ من العمر 12 عامًا.

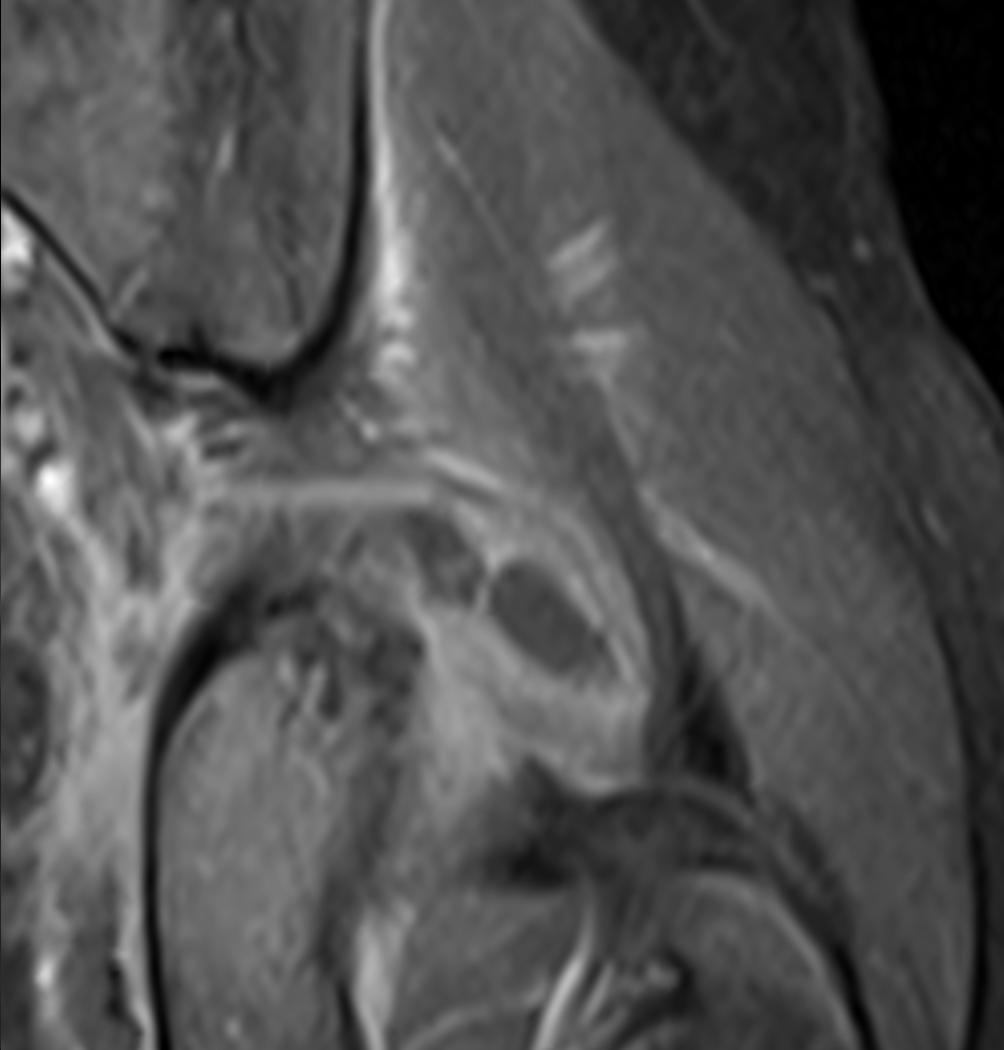
أشعة باستخدام الصبغة تظهر التقيحات في العضلات الألوية اليسرى الصغيرة والتي وجدت نتيجةً لالتهاب المفاصل العضلية بسبب عدوى البكتيريا العنقودية الذهبية

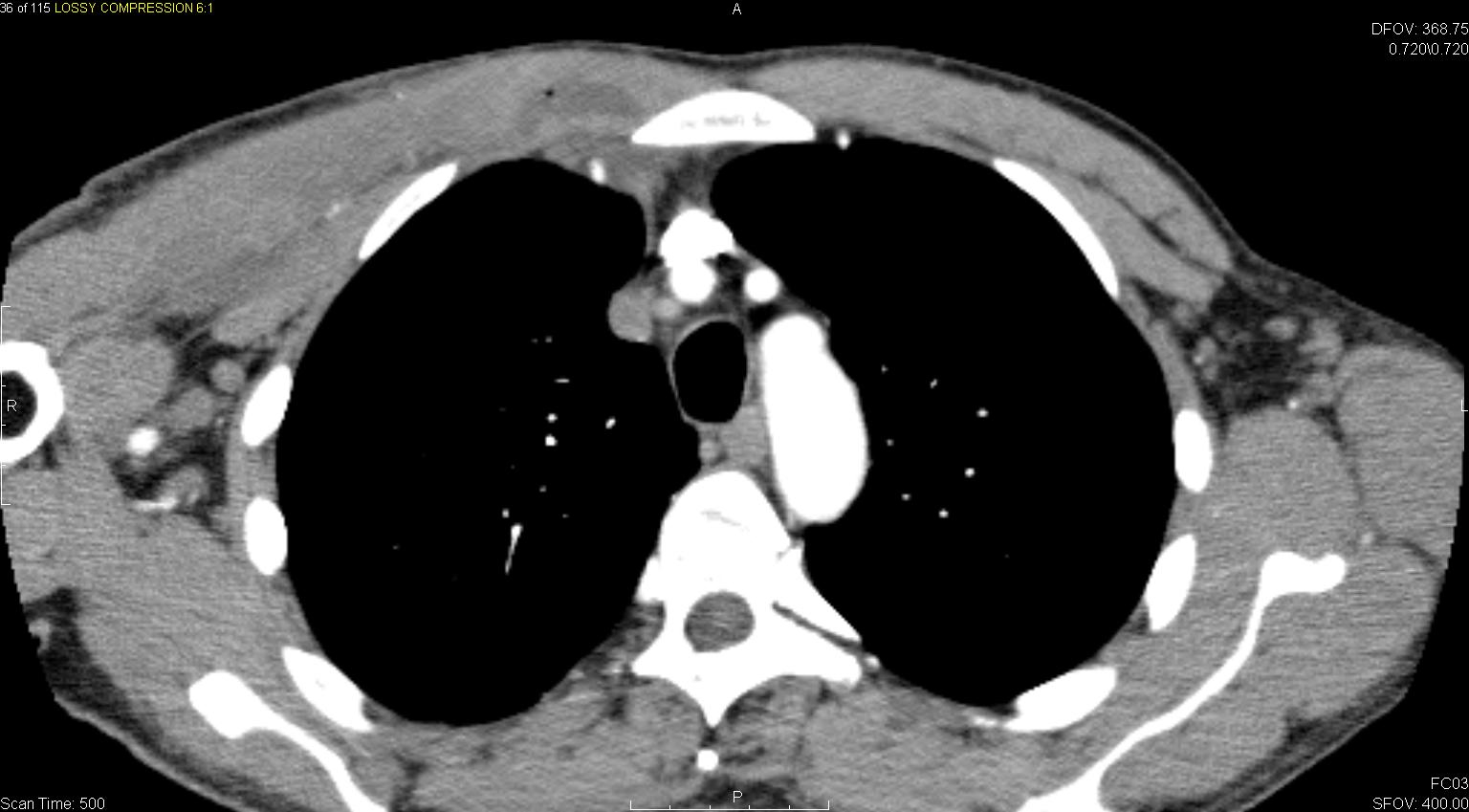
تصوير مقطعي باستخدام الصبغة يوضح تجمعات القيح في العضلات الصدرية العظمى. يُلاحظ تضخم الغدد الليمفاوية الإبطية وبعض التمدد في نصف محيط القفص الصدري. لاحظ الأنسجة الرخوة المحيطة بالشريان الثديي الداخلي والوريد. كان المريض يعاني من فيروس نقص المناعة البشرية/ كما يعتقد أن التهاب العضلات ناتج عن الحقن المباشر للعضلات المتعلق بتعاطي المخدرات عن طريق الحقن. اعترف المريض بأنه متعاطٍ للمخدرات بعد ذلك.

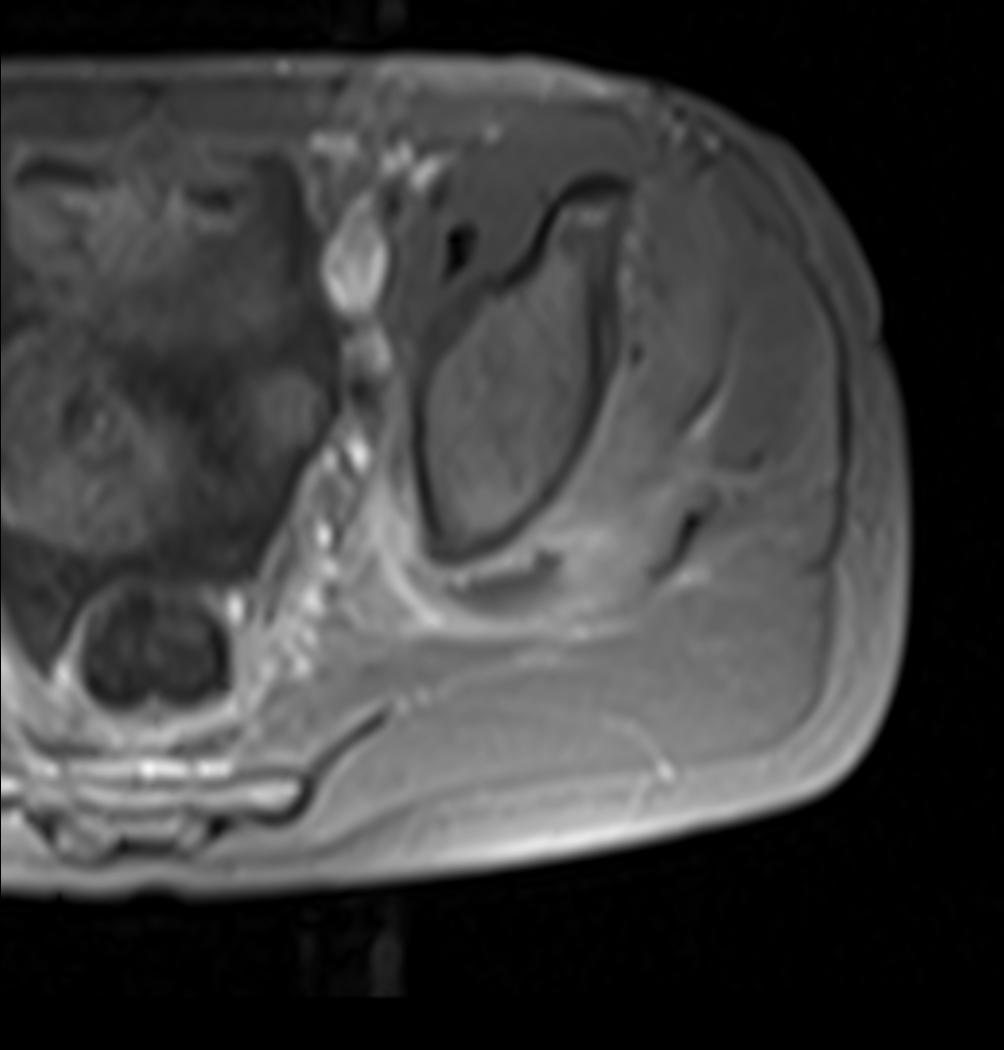
أشعة مقطعية محورية على مستوى T1 توضح التهاب العضلات التقيحي الناتج عن الاصابة بالبكتيريا المكورة العنقودية الذهبية التي تستجيب للميثيسلين.

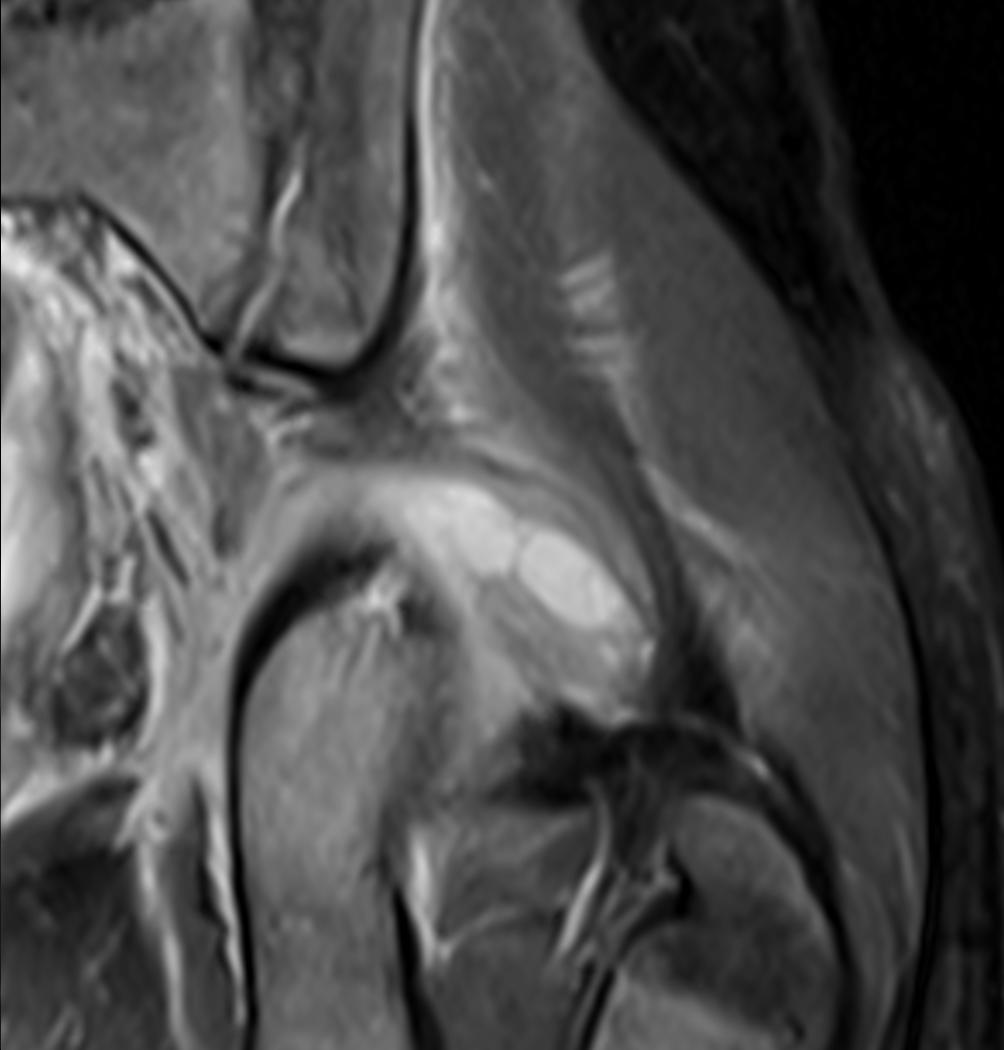
أشعة مقطعية تاجية تظهر التقيحات في العضلات الألوية اليسرى الصغيرة والتي وجدت نتيجةً لالتهاب المفاصل العضلية بسبب عدوى البكتيريا العنقودية الذهبية في صبي يبلغ من العمر 12 عامًا.